# Indukowane pluripotencjalne komórki macierzyste
Indukowane pluripotencjalne komórki macierzyste, komórki iPS, IPSC (ang. induced pluripotent stem cells) – typ pluripotencjalnych komórek macierzystych, które zostały sztucznie uzyskane z niepluripotentnych komórek (przeważnie komórek somatycznych dorosłego człowieka) przez wymuszenie ekspresji odpowiednich genów w tych komórkach.
Komórki iPS są podobne do naturalnych pluripotencjalnych komórek macierzystych (na przykład komórek zarodkowych) pod wieloma względami – ekspresja genów, białek i receptorów, okres podziału, morfologia oraz możliwości różnicowania – przy czym ich właściwości są wciąż analizowane. Pierwotnie otrzymano je poprzez wprowadzenie do komórek skóry genów kodujących białka KLF4, SOX2, OCT4 oraz c-MYC. Posłużono się w tym celu retrowirusem.
Indukowane komórki pluripotencjalne pierwszy raz zostały wyhodowane w roku 2006 z komórek mysich, a w 2007 z ludzkich, przez Shin’yę Yamanakę.
W lipcu 2010 pojawiły się informacje, że komórki mezenchymalne znajdujące się w miazdze trzecich zębów trzonowych dają nadzieję uzyskiwania komórek iPS, gdyż zabieg odróżnicowywania z ich udziałem przebiega z wydajnością do 100 razy większą niż z udziałem fibroblastów skóry.